# Modła Wieś
Modła Wieś – nieistniejący przystanek osobowy w Modle, w województwie dolnośląskim, w Polsce.